# 김동범 (배우)
김동범(본래 1991년 1월 26일 양띠 음력 1990년 12월 말띠 ~ )은 대한민국의 배우이다.
- '2002년 3월' 초등학교 6학때 한국 서울특별시 모델로 데뷔 하였다.

## 학력
- 초등학교 1997년 ~ '2003년'
- 중학교 '2003년' ~ 2006년
- 고등학교 2006년 ~ 2009년
- 인하대학교 2009년

## 출연 작품

### 드라마
| 연도 | 방송사       | 제목                        | 역할                            | 비고 |
| ---- | ------------ | --------------------------- | ------------------------------- | ---- |
| 2007 | KBS2         | 최강 울엄마                 | 강동범                          |      |
| 2007 | SBS          | 칼잡이 오수정               | 어린 오수정에게 고백하는 남학생 |      |
| 2008 | KBS2         | 정글피쉬                    | 스피커                          |      |
| 2009 | MBC          | 태희혜교지현이              | 김동범                          |      |
| 2010 | KBS2         | 정글피쉬 2                  | 배태랑                          |      |
| 2010 | SBS          | 호박꽃 순정                 | 효재                            |      |
| 2011 | MBC every1   | 레알스쿨                    | 김동범                          |      |
| 2011 | KBS2         | 로맨스 타운                 | 최군                            |      |
| 2011 | KBS2         | 드라마 스페셜 - 휴먼 카지노 | 백가면                          |      |
| 2012 | tvN          | 막돼먹은 영애씨 10          | 김동범                          |      |
| 2012 | KBS2         | 패밀리                      | 빈대철                          |      |
| 2017 | OCN          | 듀얼                        | 차기동                          |      |
| 2018 | JTBC         | 으라차차 와이키키           | 상필                            |      |
| 2018 | 카카오페이지 | 독고 리와인드               | 덕만                            |      |
| 2019 | OCN          | 구해줘 2                    | 정민                            |      |

### 영화
| 연도 | 제목                 | 역할              | 비고 |
| ---- | -------------------- | ----------------- | ---- |
| 2007 | 일편단심 양다리      | 주라식            |      |
| 2008 | 울학교 이티          | 제동              |      |
| 2009 | 4교시 추리영역       | 정의의 친구, 도일 |      |
| 2010 | 포화속으로           | 재선              |      |
| 2010 | 정글 피쉬 2 - 극장판 | 베테랑            |      |
| 2012 | 콩가네               | 장영덕            |      |
| 2015 | 연평해전             | 김일병            |      |
| 2020 | 설화                 | 병구              |      |
| 2022 | 아부쟁이             | 종칠              |      |

## 광고
- '2004년' 농심 쫄병스낵 오승윤과 백진희함께
- 2005년 지구화학 컬러스 플러츠
- 2005년 오뚜기 뿌셔뿌셔
- 2006년 크라운제과
- 2006년 비유와상징 완자
- 2006년 LG유플러스 1633 콜텍트콜
- 2006년 동아제약 에너젠
- 2006년 온게임넷
- 2007년 듀오백
- 2008년 삼성테크윈 VLUU
- 2010년 해태제과 맛동산
- 2014년 맥도날드 (with 이시강, 김욱)